# Classe Tejo
A Classe Tejo é uma classe de navio-patrulha ao serviço da Marinha Portuguesa.
A classe corresponde a cinco navios-patrulha da classe Flyvefisken adquiridos pelo estado português, anteriormente ao serviço da Marinha Dinamarquesa. A aquisição dos navios por parte do estado português teve como objectivo a substituição dos quatro navios da classe Cacine até à data ainda ao serviço da Marinha Portuguesa.

## Cronologia
- Em Outubro de 2014, foi assinado o protocolo de aquisição de quatro navios da classe Flyvefisken à Dinamarca pelo ministro da Defesa Nacional do XIX Governo Constitucional de Portugal, José Pedro Aguiar-Branco.[1]

- A 27 de Abril de 2015 é publicado em Diário da República a ordem do aumento ao efectivo do NRP Tejo, NRP Douro, NRP Mondego, e NRP Guadiana a 28 de Abril de 2015.[2]

- A 28 de Maio de 2015, o ministro da Defesa Nacional do XIX Governo Constitucional de Portugal, José Pedro Aguiar-Branco, anunciou que os quatro navios-patrulha da Classe Tejo teriam um custo global de 28 milhões de euros e estarão operacionais em 2016 e 2017.[3]

- A 5 de Maio de 2016, foram feitas na cerimónia de passagem ao Estado de armamento do NRP Tejo, na Base Naval de Lisboa, no Alfeite.[4]

- a 27 de Dezembro de 2016, o NRP Tejo partiu para primeira missão rumo à Madeira.[5]

## Unidades
| Número de amura | Nome         | Aumento ao efetivo  | Estado   |
| --------------- | ------------ | ------------------- | -------- |
| P 590           | NRP Tejo     | 28 de Abril de 2015 | No Ativo |
| P 591           | NRP Douro    | 28 de Abril de 2015 | No Ativo |
| P 592           | NRP Mondego  | 28 de Abril de 2015 | No Ativo |
| P 593           | NRP Guadiana | 28 de Abril de 2015 | Inativo  |
| ex-P 558        | ex-Gribben   | não comissionado    |          |